# Hernhutter (koekje)

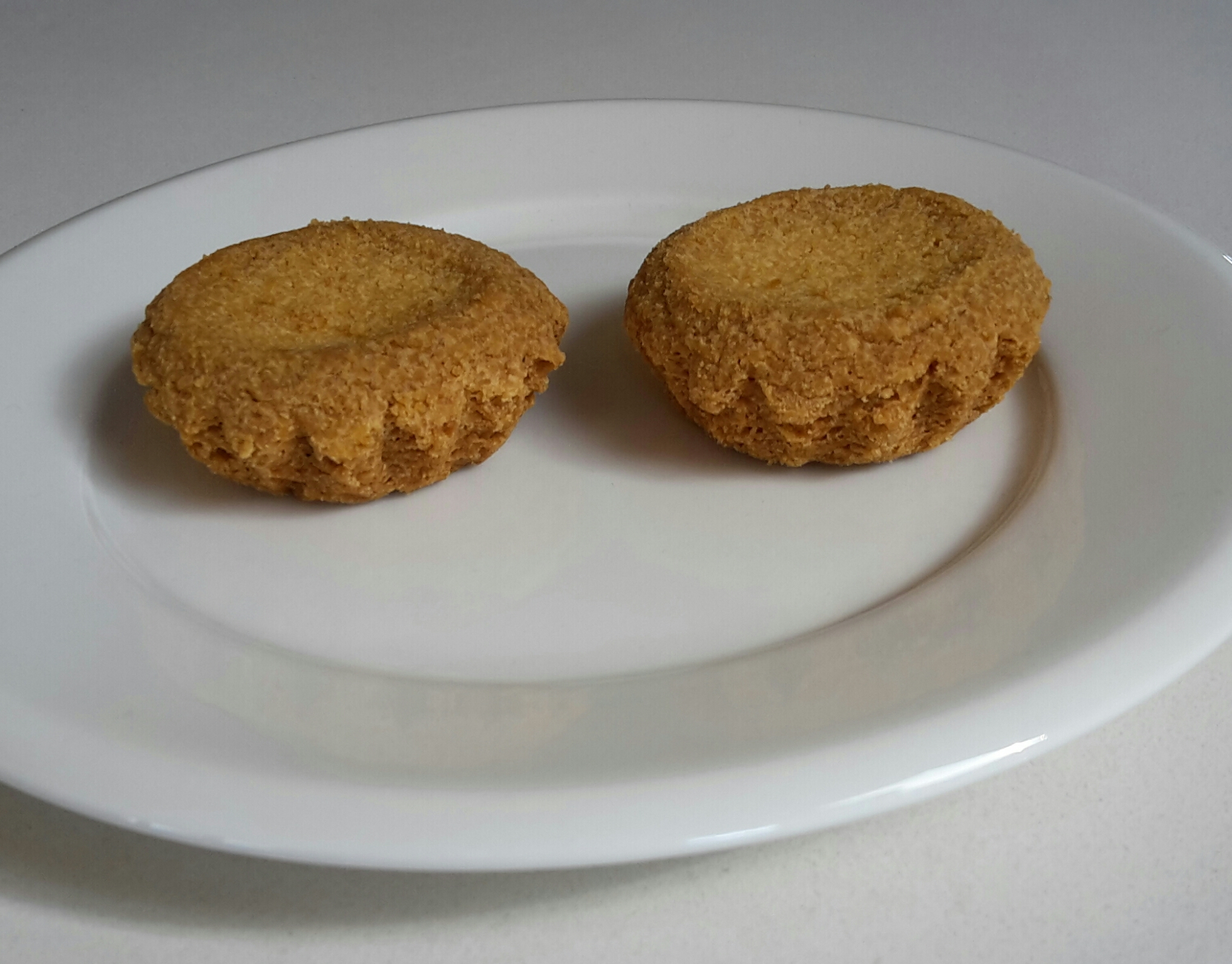
Hernhutters

Een hernhutter is een hoog zandkoekje, dat in Nederland bekend is omdat het tot de zogenaamde 'allerhande' van de Hema behoorde. Het is een in kleine gekartelde vormpjes, lichtbruin gebakken koekje gemaakt van boter, bloem en basterdsuiker. Het wordt ook als zandtaartje verkocht.
Het dankt zijn naam aan de uit Duitsland afkomstige Evangelische Broedergemeente genaamd Hernhutters. Die vestigde zich in 1746 op het terrein van Slot Zeist, alwaar zij tot op de dag van vandaag wonen. De gelovigen waren afkomstig uit het Saksische dorpje Herrnhut, dat onder ’s Heren hoede betekent.
De gemeenschap was grotendeels zelfvoorzienend. Veel broeders oefenden een eigen ambacht uit. Zo was er ook een zogenaamde broederbakkerij, die bestierd werd door een aantal broeders. Onder hen was een aantal verdienstelijke banketbakkers. Naast dagelijks brood en brood voor de eredienst werd er ook banket gebakken, naar recepten die men uit het thuisland had meegenomen. De afzet vond ook buiten de eigen gemeenschap plaats. De koekjes werden later hernhutters genoemd. De bakkerij heeft lange tijd bestaan: van 1749 tot 1962, de laatste decennia onder leiding van een niet-ingewijde bakker.
Ook is bekend dat de Zuckerbacker (banketbakker) Ludwig Traugott Wünsche (1820-1903) heeft bijgedragen aan de verspreiding van de hernhutters. In 1850 begon deze broeder een eigen brood- en banketbakkerij in het tuinhuis achter het hotel van de Broedergemeente. De leiding van de broederschap zag dit in eerste instantie niet zitten vanwege de concurrentie met de broederbakkerij en de hoge kosten. Traugut werd zeer succesvol met zijn banket, waaronder de hernhutter koekjes. In 1902 werd de bakkerij overgenomen door kok en bakker George Figi. Heden ten dage bestaat de onderneming nog steeds als Hotel Theater Figi.
Het koekje wordt tegenwoordig gezien als een Zeister specialiteit.